# قرن آسيا والمحيط الهادئ
قرن آسيا والمحيط الهادئ هو مصطلح تم استخدامه لوصف القرن الحادي والعشرين على غرار القرن الأمريكي. الافتراض الضمني الكامن وراء استخدام المصطلح هو أن القرن الحادي والعشرين ستهيمن عليه، ولا سيما اقتصاديًا، بلدان في منطقة آسيا والمحيط الهادئ والاقتصادات الرئيسية في المحيط الهادئ، خاصة الصين (جمهورية الصين الشعبية وتايوان)، دول الآسيان، اليابان وكوريا الجنوبية والهند وأستراليا وإلى حد ما الولايات المتحدة. يمكن مقارنة هذه الفكرة بوجهة النظر الأوروبية/الأطلسية التاريخية، التي سادت خلال القرنين الماضيين.
مصطلح القرن الآسيوي هو مصطلح أكثر شيوعًا، حيث يحول التركيز بشكل أكبر نحو آسيا، خاصة على القوى العظمى المحتملة في البر الرئيسي للصين والهند. تكتسب المدن في تلك البلدان، مثل طوكيو ومومباي وبكين وكوالالمبور وجاكرتا ومانيلا وسنغافورة وسيول وهونغ كونغ وشنغهاي ودلهي وبانكوك قوة متزايدة كمراكز مالية، مما يؤدي إلى إزاحة المدن في أوروبا. يتوقع البعض أيضًا أن يتحول ميزان القوى العالمية إلى الصين إلى الحد الذي تصبح فيه جمهورية الصين الشعبية قوة عظمى ويفضلون مصطلح القرن الصيني.
تم بث فيلم وثائقي مدته 10 ساعات بعنوان قرن المحيط الهادئ على قناة بي بي إس في عام 1992، والذي غطى تاريخ آسيا الحديثة والغرب، بالإضافة إلى مستقبل المنطقة. 
في مقال نشر في نوفمبر 2011 لمجلة فورين بوليسي، أعيد صياغة المصطلح باعتباره قرن المحيط الهادئ لأمريكا من قبل وزيرة الخارجية الأمريكية هيلاري كلينتون لوصف بإيجاز الهدف الرئيسي للسياسة الخارجية للولايات المتحدة في القرن الحادي والعشرين. وأقرت كلينتون بمناقشة التهديد المتزايد للقوة الأمريكية في المنطقة من دول المحيط الهادئ النامية بسرعة، خاصة الصين. كما قام الرئيس باراك أوباما بجولة في العديد من البلدان في ذلك الشهر لتعزيز التحالفات الأمنية والعمل على كتلة تجارية جديدة تسمى الشراكة العابرة للمحيط الهادئ، والتي تم استبعاد الصين منها. كانت الولايات المتحدة أكبر شريك تجاري لرابطة دول جنوب شرق آسيا في عام 2004 ؛ بحلول عام 2012، كانت الصين أكبر شريك تجاري للآسيان، وكذلك أكبر شريك تجاري لليابان وكوريا والهند وأستراليا.
تُرجمت تصريحات كلينتون إلى سياسة رسمية في بداية عام 2012، حيث حددت إدارة أوباما الخطوط العريضة لاستراتيجية عسكرية جديدة تتمحور حول الصين. في العام السابق، كانت كلينتون قد أعلنت بحر الصين الجنوبي كمصلحة أمريكية حيوية. وقد نددت وسائل الإعلام الحكومية الصينية بهذا التحول في السياسة، حيث أعلنت أنه لا ينبغي للأمريكيين «ممارسة العسكرة بتهور»، أو الانخراط في «الترويج للحرب». أدى عدم الارتياح من الدول الآسيوية بسبب الخطاب العسكري من الولايات المتحدة إلى رحلة قامت بها كلينتون في يوليو 2012، والتي تهدف إلى توسيع العلاقات الاقتصادية مع دول جنوب شرق آسيا التي أصبحت مرتبطة بشكل متزايد بالتجارة مع الصين. كان أحد المؤشرات على شمولية الجهد الأمريكي الجديد هو زيارة كلينتون إلى لاوس، وهي أول زيارة يقوم بها وزير خارجية أمريكي منذ جون فوستر دالاس في عام 1955. شهدت نهاية صيف 2013 قيام وزير الدفاع الأمريكي تشاك هيغل بممارسة الضغط بقوة على الفلبين، وهي دولة ذات أهمية إستراتيجية كبرى، للسماح لقوة عسكرية أمريكية متناوبة بالعودة إلى البلاد، وهو ترتيب من شأنه أن يوفر حافزًا للوجود العسكري الأمريكي في المنطقة. كانت مناقشة القوات الدورية جزءًا من اتفاقية إطار عمل أوسع يتم التفاوض عليها من قبل واشنطن ومانيلا والتي، إذا تم الاتفاق عليها،  ستسمح للقوات الأمريكية بالعمل خارج القواعد العسكرية الفلبينية. أظهر رد الولايات المتحدة على الدمار الذي ضرب الفلبين من قبل إعصار هايان في نوفمبر 2013، التوسع السريع في التحالف العسكري بين البلدين.

## روابط خارجية
- رئيس الوزراء الأسترالي السابق كيفين رود يناقش قرن آسيا والمحيط الهادئ في جمعية آسيا (يناير 2012)